# Manifa
Manifa è un grande giacimento di petrolio offshore in Arabia Saudita situato nel Golfo Persico. Scoperto nel 1951, non fu praticamente mai sfruttato, anche se delle piccole quantità di petrolio sono state estratte verso il 1960.
Il giacimento si pensava cominciasse ad essere sfruttato dal 2011, ma ritardi nei lavori hanno portato le date di inizio della produzione di petrolio al 2013 e il completamento dei lavori nel 2015. Potrà produrre 0,9 Mbbls/g, per arrivare fino a 1,5 Mbbls/g, secondo le cifre fornite da Saudi Aramco. I lavori sul giacimento offshore sono appaltati alla società belga Jan de Nul. Malgrado le sue riserve, stimate in 11 Gbbls, che ne fanno un dei più grandi giacimenti non sfruttati al mondo, Manifa soffre per la qualità del suo petrolio: estremamente carico di zolfo (dal 3 al 3,5%, nella forma di acido solfidrico) e di vanadio, che lo rendono praticamente inutilizzabile nella gran parte delle raffinerie attuali.